# Phyllomyza claviconis
Phyllomyza claviconis är en tvåvingeart som beskrevs av Yang 1998. Phyllomyza claviconis ingår i släktet Phyllomyza och familjen sprickflugor. Inga underarter finns listade i Catalogue of Life.